# Франк Руанды и Бурунди
Франк Руанды и Бурунди (фр. Franc) — денежная единица Руанды и Бурунди в 1960—1964 годах.

## История
После оккупации в 1916 году территории нынешних Руанды и Бурунди в обращении использовался конголезский франк Бельгийского Конго, равный бельгийскому франку.
21 августа 1960 года создан Эмиссионный банк Руанды и Бурунди. 2 сентября 1960 года банк начал выпуск франка Руанды и Бурунди, заменившего конголезский франк 1:1. После образования в 1962 году двух независимых государств между ними был заключён валютный и таможенный союз. Их общей валютой, паритет которой остался без изменений, остался франк Руанды и Бурунди.
30 сентября 1964 года валютный и таможенный союз расторгнут, Руанда и Бурунди создали национальные эмиссионные институты и начали выпуск национальных валют. В каждой из двух стран старые банкноты были обменены на новые 1:1.

## Монеты и банкноты
Чеканились монеты в 1 франк.
Выпускались банкноты в 5, 10, 20, 50, 100, 500, 1000 франков.